# Cerro Maggiore
Cerro Maggiore ist eine italienische Gemeinde mit 15.021 Einwohnern (Stand 31. Dezember 2023) in der Metropolitanstadt Mailand, Region Lombardei. Seit 2009 besteht eine Gemeindepartnerschaft zu Bad Neustadt an der Saale (Bayern).

## Geographie
Die Gemeinde umfasst die Fraktion Cantalupo. Nachbargemeinden sind Rescaldina, Uboldo (VA), Legnano, Origgio (VA), San Vittore Olona, Parabiago und Nerviano.

## Bevölkerungsentwicklung
Cerro Maggiore zählt 5.538 Privathaushalte. Zwischen 1991 und 2001 fiel die Einwohnerzahl von 14.246 auf 13.893. Dies entspricht einer prozentualen Abnahme von 2,5 %.

## Persönlichkeiten
- Mariarosa Mutti Dupertuis (* 16. Juni 1952 in Cerro Maggiore), Malerin, Grafikerin, Kupferstecherin tätig in Bellinzona, Villa dei Cedri[3][4]